# Luke Bambridge
Pour les articles homonymes, voir Bambridge.
Luke Bambridge, né le 21 janvier 1995 à Nottingham, est un joueur de tennis britannique, professionnel entre 2012 et 2021.

## Carrière
Jouant principalement en double depuis la fin 2017, il signe ses deux premiers succès dans des tournois Challenger à Winnipeg et Stockton avec l'Irlandais David O'Hare. En 2018, il remporte avec Jonny O'Mara leur premier titre ATP au tournoi d'Eastbourne, peu après un succès au tournoi Challenger de Surbiton. Il remporte en octobre un second titre ATP à Stockholm. Au niveau Challenger, il s'est aussi illustré cette année-là à Savannah, Vancouver, Chicago et Orléans. Son dernier titre a été obtenu sur le circuit ATP à Auckland en 2020. Il comptabilise également 21 succès en catégorie Futures dont un en simple, acquis au Qatar en 2015.

## Palmarès

### Titres en double messieurs
| No | Date       | Nom et lieu du tournoi                 | Catégorie | Dotation  | Surface      | Partenaire    | Finalistes                    | Score     |          |
| -- | ---------- | -------------------------------------- | --------- | --------- | ------------ | ------------- | ----------------------------- | --------- | -------- |
| 1  | 25-06-2018 | Nature Valley International Eastbourne | ATP 250   | 661 085 € | Gazon (ext.) | Jonny O'Mara  | Ken Skupski Neal Skupski      | 7-5, 6-4  | Parcours |
| 2  | 15-10-2018 | Intrum Stockholm Open Stockholm        | ATP 250   | 612 755 € | Dur (int.)   | Jonny O'Mara  | Marcus Daniell Wesley Koolhof | 7-5, 7-68 | Parcours |
| 3  | 13-01-2020 | ASB Classic Auckland                   | ATP 250   | 546 355 $ | Dur (ext.)   | Ben McLachlan | Marcus Daniell Philipp Oswald | 7-63, 6-3 | Parcours |

### Finales en double messieurs
| No | Date       | Nom et lieu du tournoi          | Catégorie | Dotation    | Surface      | Vainqueurs                        | Partenaire        | Score            |          |
| -- | ---------- | ------------------------------- | --------- | ----------- | ------------ | --------------------------------- | ----------------- | ---------------- | -------- |
| 1  | 31-12-2018 | Tata Open Maharashtra Pune      | ATP 250   | 527 880 $   | Dur (ext.)   | Rohan Bopanna Divij Sharan        | Jonny O'Mara      | 6-3, 6-4         | Parcours |
| 2  | 25-02-2019 | Brasil Open São Paulo           | ATP 250   | 550 145 $   | Terre (ext.) | Federico Delbonis Máximo González | Jonny O'Mara      | 6-4, 6-3         | Parcours |
| 3  | 29-04-2019 | Millenium Estoril Open Estoril  | ATP 250   | 524 340 €   | Terre (ext.) | Jérémy Chardy Fabrice Martin      | Jonny O'Mara      | 7-5, 7-63        | Parcours |
| 4  | 06-01-2020 | Qatar ExxonMobil Open Doha      | ATP 250   | 1 359 180 $ | Dur (ext.)   | Rohan Bopanna Wesley Koolhof      | Santiago González | 3-6, 6-2, [10-6] | Parcours |
| 5  | 17-02-2020 | Delray Beach Open Delray Beach  | ATP 250   | 602 935 $   | Dur (ext.)   | Mike Bryan Bob Bryan              | Ben McLachlan     | 3-6, 7-5, [10-5] | Parcours |
| 6  | 26-04-2021 | Millennium Estoril Open Estoril | ATP 250   | 481 270 €   | Terre (ext.) | Hugo Nys Tim Pütz                 | Dominic Inglot    | 7-5, 3-6, [10-3] | Parcours |

## Parcours dans les tournois duGrand Chelem

### En double
| Année | Open d'Australie             | Open d'Australie          | Internationaux de France     | Internationaux de France  | Wimbledon                    | Wimbledon                   | US Open                      | US Open                  |
| ----- | ---------------------------- | ------------------------- | ---------------------------- | ------------------------- | ---------------------------- | --------------------------- | ---------------------------- | ------------------------ |
| 2015  | —                            | —                         | —                            | —                         | 1er tour (1/32) Liam Broady  | Jamie Murray John Peers     | —                            | —                        |
|       |                              |                           |                              |                           |                              |                             |                              |                          |
| 2018  | —                            | —                         | —                            | —                         | 1er tour (1/32) Jonny O'Mara | Łukasz Kubot Marcelo Melo   | 1er tour (1/32) R. Arneodo   | Ivan Dodig M. Granollers |
| 2019  | 2e tour (1/16) Jonny O'Mara  | Jamie Murray Bruno Soares | 1er tour (1/32) Jonny O'Mara | Ken Skupski Neal Skupski  | 1er tour (1/32) Jonny O'Mara | Raven Klaasen Michael Venus | 1/4 de finale B. McLachlan   | J. S. Cabal Robert Farah |
| 2020  | 1er tour (1/32) B. McLachlan | Mate Pavić Bruno Soares   | 1er tour (1/32) B. McLachlan | W. Koolhof Nikola Mektić  | Annulé                       | Annulé                      | 1er tour (1/16) B. McLachlan | C. Eubanks M. McDonald   |
| 2021  | 2e tour (1/16) D. Inglot     | Ivan Dodig Filip Polášek  | 1er tour (1/32) D. Inglot    | Jamie Murray Bruno Soares | 2e tour (1/16) D. Inglot     | Max Purcell Luke Saville    | 1er tour (1/32) Ken Skupski  | John Peers Filip Polášek |

N.B. : le nom du partenaire se trouve sous le résultat ; le nom des ultimes adversaires se trouve à droite.

### En double mixte
| Année | Open d'Australie | Open d'Australie | Internationaux de France   | Internationaux de France | Wimbledon                  | Wimbledon                   | US Open | US Open |
| ----- | ---------------- | ---------------- | -------------------------- | ------------------------ | -------------------------- | --------------------------- | ------- | ------- |
| 2018  | —                | —                | —                          | —                        | 1er tour (1/32) K. Boulter | An. Rodionova A. Vasilevski | —       | —       |
| 2019  | —                | —                | 2e tour (1/16) A. Muhammad | A. Rosolska N. Mektić    | 2e tour (1/16) A. Muhammad | A. Klepač Roger-Vasselin    | —       | —       |
| 2021  | —                | —                | —                          | —                        | 2e tour (1/16) A. Muhammad | D. Krawczyk N. Skupski      | —       | —       |

N.B. : le nom de la partenaire se trouve sous le résultat ; le nom des ultimes adversaires se trouve à droite.

## Classements ATP en fin de saison
| Année          | 2012 | 2013 | 2014 | 2015 | 2016 | 2017 | 2018 | 2019 | 2020 | 2021 |
| Rang en simple | 892  | 829  | 540  | 681  | 495  | 607  | 919  | –    | –    | –    |
| Rang en double | 766  | 623  | 295  | 300  | 201  | 142  | 57   | 51   | 62   | 73   |

Source : (en) Classements de Luke Bambridge sur le site officiel de la Fédération internationale de tennis